# Arjaman
Arjaman – wedyjski bóg wschodzącego słońca, jeden z Aditjów. Jedno z najstarszych bóstw wedyjskich. Miłosierny, rycerski i gościnny nadzorca tradycji. Reprezentuje szlachetność Ariów i ich nadrzędność wobec rdzennej ludności Dekanu. Jednym z jego odpowiedników   był perski Mitra.